# Pistvakt (film)
Pistvakt är en svensk film från 2005 i regi av Stephan Apelgren. Filmen hade svensk premiär den 7 oktober 2005. Filmen är en uppföljare till TV-serien Pistvakt - En vintersaga.

## Handling
Bröderna Sven-Erik (Sven-E, Lennart Jähkel), Jan-Erik (Jan-E, Jacob Nordenson) och Olof (Olle, Tomas Norström) Marklund jobbar som pistvakter i Svartlien.
Deras far, Stor-Erik (Sten Ljunggren), har avlidit och efter begravningen tar skidortens föreståndare, Bengt-Hans, till sist mod till sig och bjuder med pistvakternas mor Gudrun på en förlovningsresa. Jan-E ser fram emot det stora arvet från sin far, och förbereder sig för ett nytt liv i lyx och överflöd. Det blir dock inte som han tänkt sig. Stor-Erik var inte alls den Sven-E lurat i sina bröder att han var, och Jan-E blir så ursinnig över lögnerna att han ger sig av hemifrån.
När allt fallit samman och det är som mörkast i Svartlien, inträffar dock något som vänder pistvakternas liv åt ett helt annat håll. Detta samtidigt som ett blodtörstigt odjur smyger runt i mörkret utanför. De tre bröderna ställs inför större prövningar än någonsin tidigare.

## Om filmen
Pistvakt spelades in hösten 2004 i Arcushallen i Luleå. Den hade premiär den 7 oktober 2005, och fick genomgående negativa recensioner av kritikerna. Bland annat skrev Jens Peterson i Aftonbladet:
| ” | Om man tar det här på allvar är det en sorglig historia. Om man tar den som ett skämt är den helt meningslös. | „ |

Trots den negativa kritiken, blev Pistvakt den mest sedda svenska filmen på bio år 2005.

## Rollista (i urval)
- Sten Ljunggren - Stor-Erik Ivar Marklund
- Lennart Jähkel - Sven-Erik "Sven-E" Ivar Marklund
- Jacob Nordenson - Jan-Erik "Jan-E" Ivar Marklund
- Tomas Norström - Olof "Olle" Ivar Marklund
- Barbro Oborg - Gudrun Marklund
- Pierre Lindstedt - Bengt-Hans "Beng-Ha"
- Carl-Magnus Dellow - Yngve Bäck
- Amanda Uusitalo - Lillemor/Elin